# Corydalus hecate
Corydalus hecate là một loài côn trùng trong họ Corydalidae thuộc bộ Megaloptera. Loài này được McLachlan miêu tả năm 1866.